# Helmut Cichoń
Helmut Konrad Cichoń (ur. 11 marca 1929 w Bobrku, zm. w Niemczech) – polski piłkarz, pomocnik.
W pierwszej lidze grał w barwach Polonii Bytom, w 1954 zdobył tytuł mistrza kraju. W reprezentacji Polski debiutował 8 sierpnia 1954 w spotkaniu z Bułgarią, ostatni raz zagrał rok później. Łącznie wystąpił w czterech meczach.